# Liacarus luscus
Liacarus luscus är en kvalsterart som beskrevs av Hirauchi 1998. Liacarus luscus ingår i släktet Liacarus och familjen Liacaridae. Inga underarter finns listade i Catalogue of Life.